# HAL Prachand
Le HAL Light Combat Helicopter (LCH) est un hélicoptère d'attaque polyvalent actuellement développé par la société indienne HAL à destination des forces de l'armée de l'air et de l'armée de terre indiennes.

## Développement
Premier hélicoptère d'attaque développé par une entreprise indienne, le projet du HAL LCH (Light Combat Helicopter) a été lancé en 2006; dérivé du HAL Dhruv déjà employé dans les forces armées indiennes afin de réduire les coûts de développement de la plateforme de base; les investissements réalisés dans le projet sont actuellement estimés à 3,76 milliards de roupies, soit environ 67 millions d'euros.
Surnommé le "Dhruv" armé, et bien que transportant les mêmes systèmes d'armes, le LCH se distingue cependant par son fuselage proche du Tigre européen ou de l'Apache américain, la disposition du pilote et du tireur en tandem comme sur les deux modèles occidentaux, et une ossature entièrement nouvelle pour accueillir une protection balistique et l'ensemble des systèmes spécifiques à l'appareil.
Le premier prototype a été achevé, avec un an de retard sur le programme, en 2010. Il est appelé TD-1 (démonstrateur technologique), car son poids à vide de 3 100 kg est encore bien supérieur au maximum prévu de 2 550 kg. Son premier vol a lieu le 29 mars 2010
La société Hindustrian Aeronautics annonça alors que la production pourrait démarrer dès décembre 2010; cependant des retards dans le projet ont conduit à un report de la délivrance de l'autorisation finale de vol, repoussant ainsi l'intégration du LCH dans les forces armées indiennes.
En novembre 2014, l'Inde donne son accord pour l'acquisition d'hélicoptères de combat AH-64 Apache mais il s'agit d'un programme différent (Medium Combat Helicopter). Le 12 novembre, le LCH réalise son vol inaugural. À ce jour, 65 unités sont commandées pour la force aérienne et 114 pour l'armée de terre.
En 2016, 4 prototypes sont construits. La ligne d'assemblage des hélicoptères de série est inaugurée en février 2020.
La première unité dotée, la 143 Helicopter Unit, est formée sur la base aérienne de Johdpur où elle reçoit officiellement ses appareils le 3 octobre 2022.

## Aéronefs comparables
- OH-1 Ninja
- EC665 Tigre
- AH-64 Apache
- A.129 Mangusta
- Wuzhuang Zhisheng-10 WZ-10
- Ka-50 Hokum
- Mi-28 Havoc